# Chipmunk Basic
Chipmunk Basic é uma versão freeware da linguagem de programação BASIC para o Apple Macintosh, mantida pelo programador Ron Nicholson.
Chipmunk Basic pode utilizar orientação a objectos e existem portes para Linux e o Windows.